# Arcidiocesi di Merv

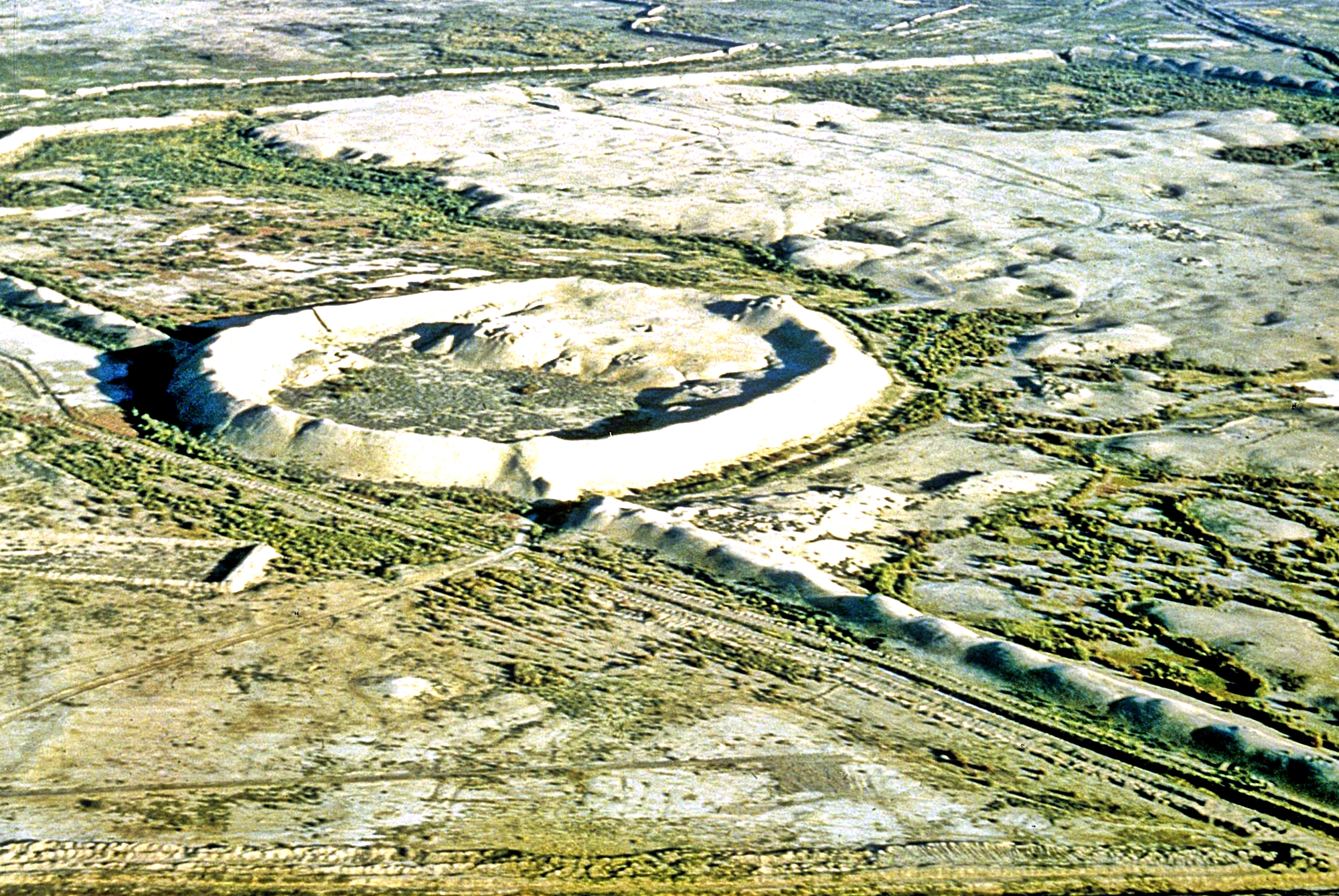
Vista aerea del sito archeologico di Merv.

L'arcidiocesi di Merv è un'antica sede metropolitana della Chiesa d'Oriente, attestata dal IV all'XI secolo.

## Storia
L'antica città di Merv apparteneva alla provincia sasanide della Margiana, nella storica regione del Khorasan, ed era una delle principali città-oasi dell'Asia centrale, sulla storica Via della seta, nei pressi dell'attuale Mary in Turkmenistan.
Incerte sono le origini del cristianesimo in questa parte dell'impero sasanide, avvolte nella leggenda. Secondo la Cronaca di Seert e lo storico nestoriano Mari ibn Sulayman, il cristianesimo mise radici a Merv grazie all'opera di Barshabba, che letteralmente significa "figlio della deportazione", che convertì alla nuova religione Shirran, sorella del re Sapore II (morto nel 379); consacrato protovescovo di Merv, costruì diverse chiese e, coadiuvato dai suoi discepoli, diffuse il cristianesimo in tutto il Khorasan, fondandovi diverse comunità cristiane. In antichi testi liturgici è venerato come santo e la sua festa era celebrata il 21 giugno. In base a questa leggenda, si ritiene che il cristianesimo si diffuse a Merv e nella Margiana principalmente tra i greci deportati in questa parte dell'impero dai sovrani sasanidi.
Storicamente, la diocesi di Merv è documentata per la prima volta nel sinodo indetto dal catholicos Mar Dadisho I nel 424, al quale prese parte il vescovo Barshabba, omonimo del santo protovescovo. Nel V secolo sono noti altri due vescovi di Merv, Pharumai e Giovanni, che presero parte a sinodi nestoriani rispettivamente nel 486 e nel 497.
Secondo Abu l-Faraj al-Tayyib (XI secolo) Merv divenne sede metropolitana all'epoca del catholicos Isacco (399-410), mentre Abdisho bar Berika (XIV secolo) fa risalire questa promozione al catholicos Yab-Alaha I (415-420). Tuttavia i tre prelati noti del V secolo, sono menzionati dal Synodicon orientale semplicemente come vescovi. Il primo metropolita noto è Davide I, che fu tra i metropoliti che consacrarono il patriarca Elisha nel 524 e che in seguito fu deposto da Aba I nel 540. Nell'ordine gerarchico delle metropolie della Chiesa d'Oriente, stabilito nel sinodo del 554, Merv occupa il 7º e ultimo posto tra le sedi metropolitane nestoriane.
Tra i vescovi del VII secolo, il più famoso è Elia, che assistette alla morte dell'ultimo sovrano sasanide, Yazdgard III, nel 651, che si era rifugiato a Merv per fuggire alle truppe arabe. A lui sono attribuite diverse opere letterarie, di cui restano tuttavia solo frammenti. Tra le opere attribuite a Elia, vi è anche la cosiddetta Cronaca del Khūzestān, nota anche come Cronaca anonima di Guidi, in cui un'appendice, aggiunta posteriormente, attribuisce a Elia un miracolo e la conversione di diverse tribu pagane nella Transoxiana oltre il fiume Amu Darya.
Nel 780 il metropolita Giuseppe prese parte all'elezione del patriarca Timoteo I. Le oscure circostanze dell'elezione patriarcale provocarono uno scisma nella Chiesa d'Oriente, capeggiato proprio da Giuseppe e dal metropolita Efrem di Beth Lapat, che non si presentò per la consacrazione del nuovo patriarca, e che in un sinodo lo fece dichiarare decaduto. In seguito a questi eventi, Giuseppe lasciò il cristianesimo e si convertì all'islam.
Ishodenah di Bassora (IX secolo), nel suo Libro della castità, menziona diversi monasteri fondati a Merv e nelle sue vicinanze. Originario di Merv era Ishodad, vescovo di Hdatta, «l'un des plus importants exégètes bibliques de l'Église d'Orient».
Incerta è l'estensione e l'effettiva consistenza della provincia ecclesiastica di Merv. Secondo un antico testo nestoriano, il Mukhtaṣar, Merv comprendeva all'inizio dell'XI secolo ben 23 diocesi suffraganee, ma non se ne conoscono i nomi. Secondo Abdisho bar Berika, Merv occupava il 9º posto tra le sedi metropolitane della Chiesa d'Oriente, il 3º tra le metropolie "esterne".
L'ultimo metropolita noto di Merv fu ʿAbdishoʿ, già vescovo di Ispahan, vissuto tra X e XI secolo. Di lui resta una lettera, scritta a Giovanni V bar Isa, nella quale informa il patriarca della conversione in massa dei Kereiti e gli chiede quali regole si dovevano adottare con questo popolo, soprattutto circa l'osservanza del digiuno quaresimale.
L'ultima menzione dell'arcidiocesi di Merv è contenuta nelle opere di Abdisho bar Berika (XIV secolo), dove la sede è menzionata con il duplice nome di "metropolia di Merv e Nishapur".

## Cronotassi dei metropoliti
- San Barshabba I † (metà circa del IV secolo)
- Barshabba II † (menzionato nel 424)
- Pharumai † (menzionato nel 486)
- Giovanni I † (menzionato nel 497)
- Davide I † (prima del 524 - 540 deposto)
- Davide II † (540 - dopo il 554)
- Gregorio † (menzionato nel 585)
- Elia † (circa 646/649 - dopo il 661)
- Giuseppe I † (menzionato nel 780)
- Giovanni II di Balad † (fine IX secolo)
- Giuseppe II † (fine IX secolo)
- ʿAbdishoʿ † (circa 987/999 - dopo il 1019)